# Плов
Плов — блюдо восточной кухни, основу которого составляет варёный рис (в исключительных случаях — другая крупа или мелкие макаронные изделия). Отличительным свойством плова является его рассыпчатость, достигаемая соблюдением технологии приготовления риса и добавлением в плов животного или растительного жира, препятствующего слипанию крупинок.
Посуда для подачи плова на стол называется пловница, в Средней Азии — ляган или табак/тавак/товок.

## Этимология
Название блюда происходит от санскр. पुलाक pulâka («рисовый шарик»), далее оно попало в хинди पुलाव pulāu/palāu, → перс. پلو‎ polov («приготовленный рис»), → тур. pilâv («приготовленный рис»), → рус. плов.

## История

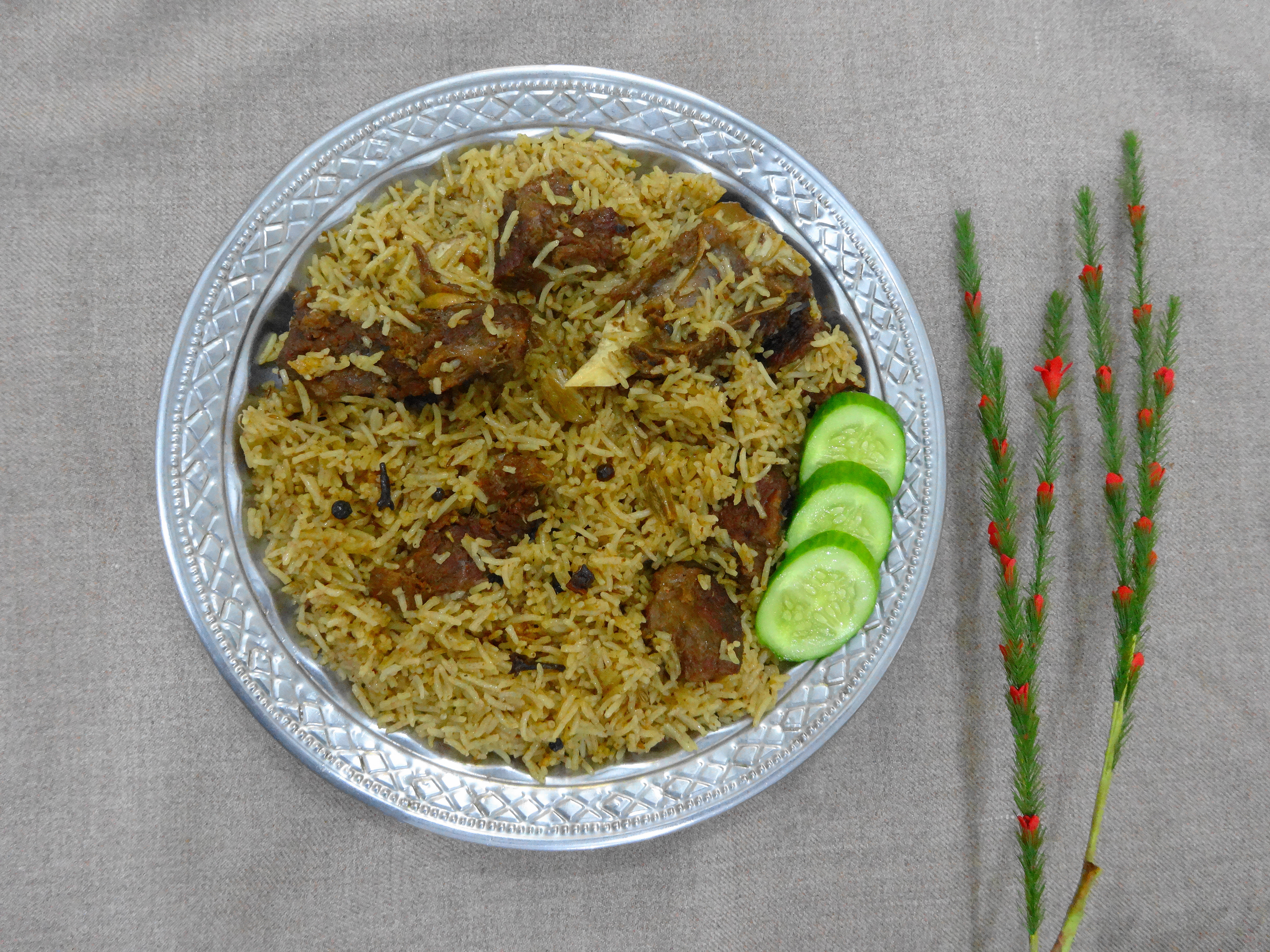
Плов с верблюжатиной, Пакистан

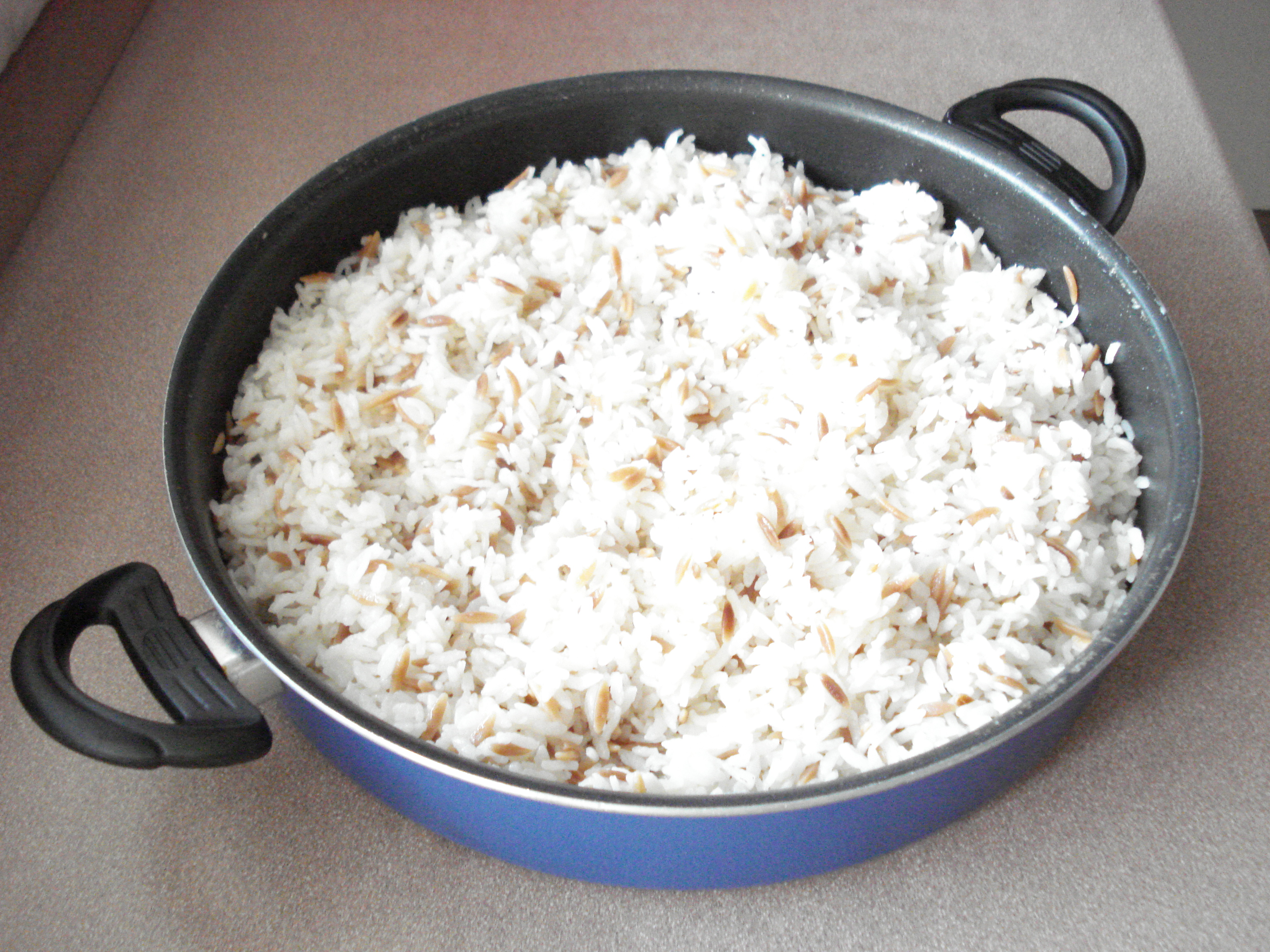
Типичный турецкий плов. Рис с орзо.

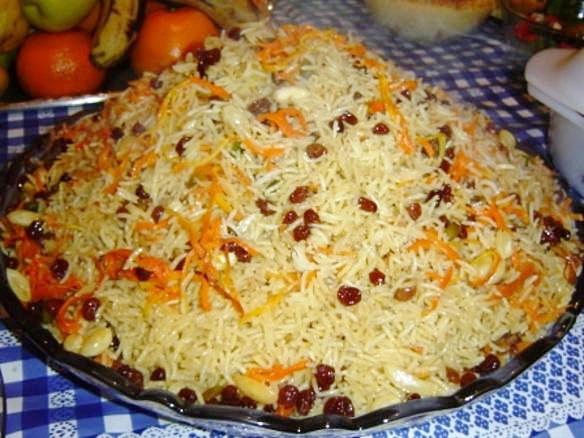
Кабульский плов — национальное блюдо Афганистана

Плов упоминается в памятнике средневековой арабской и персидской литературы «Тысяча и одна ночь», а также, как лечебное средство, в трудах[уточнить] персидского врача Авиценны (980—1037).
В XVII веке во Франции было создано блюдо миротон, являвшееся результатом неудачной попытки приготовления турецкого плова по описаниям французских дипломатов, делившихся восторженными впечатлениями о нём в своих письмах из Стамбула. Настоящий плов во Франции начали готовить только в 1870-х годах, когда его рецепт был привезён из Египта строителями Суэцкого канала, прожившими в Османской империи несколько лет.

## Технология приготовления

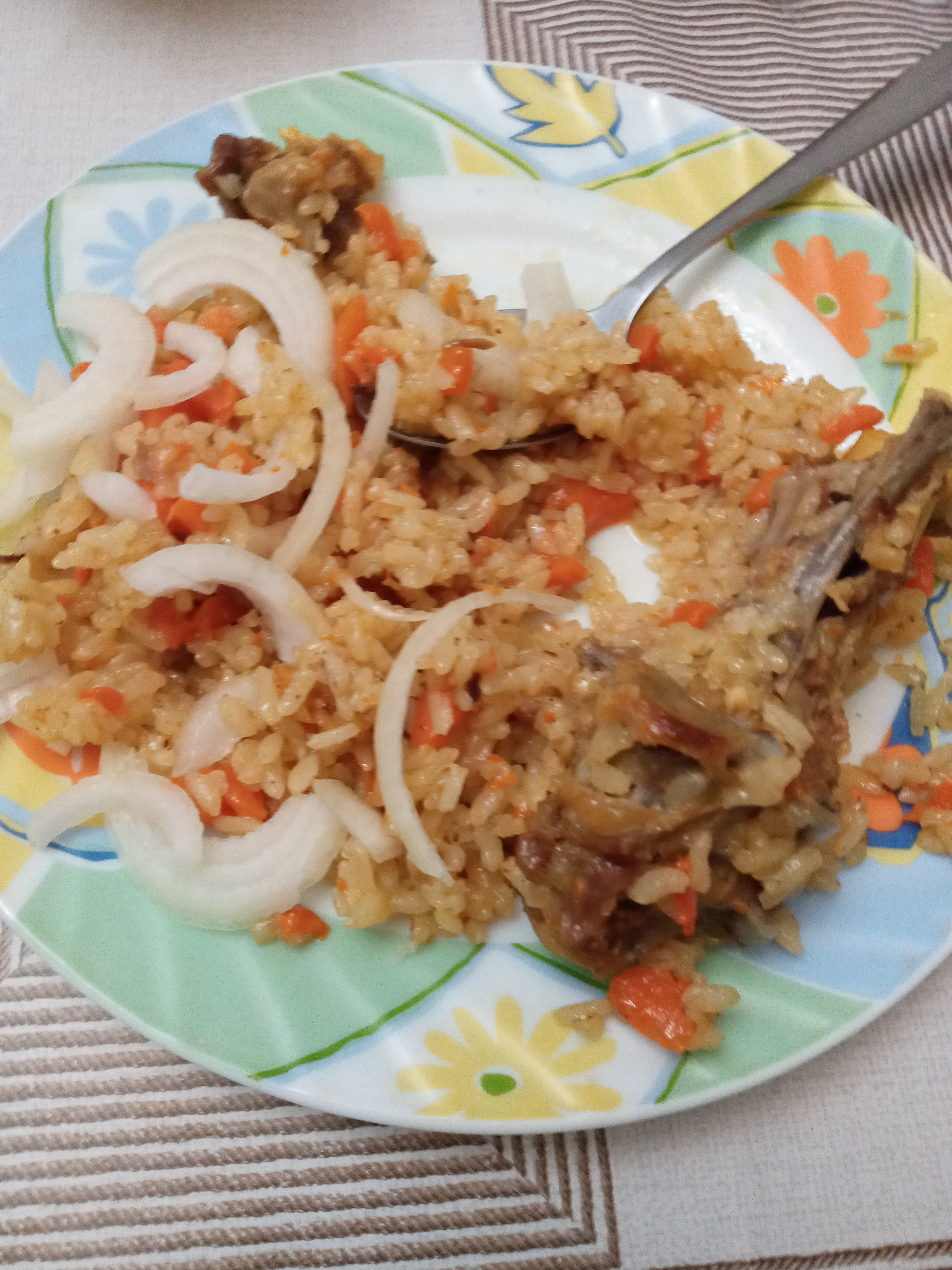
Плов с нарезанным луком, морковками и мясом

Рис для плова готовят в два этапа: отваривания и упревания. Существует два способа варки:
- Рис варят в таком количестве жидкости, которое он полностью впитывает. Затем его оставляют упревать[16]. Продолжительность упревания зависит от степени водопоглощения риса[17]: чем меньше рис впитал воды, тем меньше времени требуется на упревание. Этот способ используется для приготовления среднеазиатских видов плова.
- Рис варят в большом количестве жидкости до степени полуготовности[18], когда зерно внутри ещё сохраняет некоторую упругость[19]. Затем рис откидывают на сито (отсюда название «откидной плов»), пересыпают в посуду и ставят на упревание[18], во время которого рис доводится до готовности на пару и слегка подсыхает[20]. Плов с откидным рисом готовят в Иране, Азербайджане, Турции, в арабских странах и Индии.

Для упревания откидного риса может использоваться подложка (называемая казмаг по-азербайджански и тахдег на фарси): дно посуды обильно смазывают топлёным маслом и стелят тонко раскатанное тесто или готовый лаваш, пластинки из картофеля или тыквы. На подложку насыпают откинутый рис.
Упревание производят на слабом огне 20—40 минут под плотно закрытой крышкой, обёрнутой снизу хлопчатобумажным полотенцем, чтобы конденсат с крышки не капал в плов.
Для приготовления плова лучше всего подходят менее крахмалистые сорта риса. Для откидного плова хорошо подходит рис с выраженным собственным ароматом (басмати, жасмин и др.). Традиционной посудой для приготовления плова является казан (чугунный, алюминиевый или медный), устанавливаемый над очагом или на печь.

## Национальные виды плова

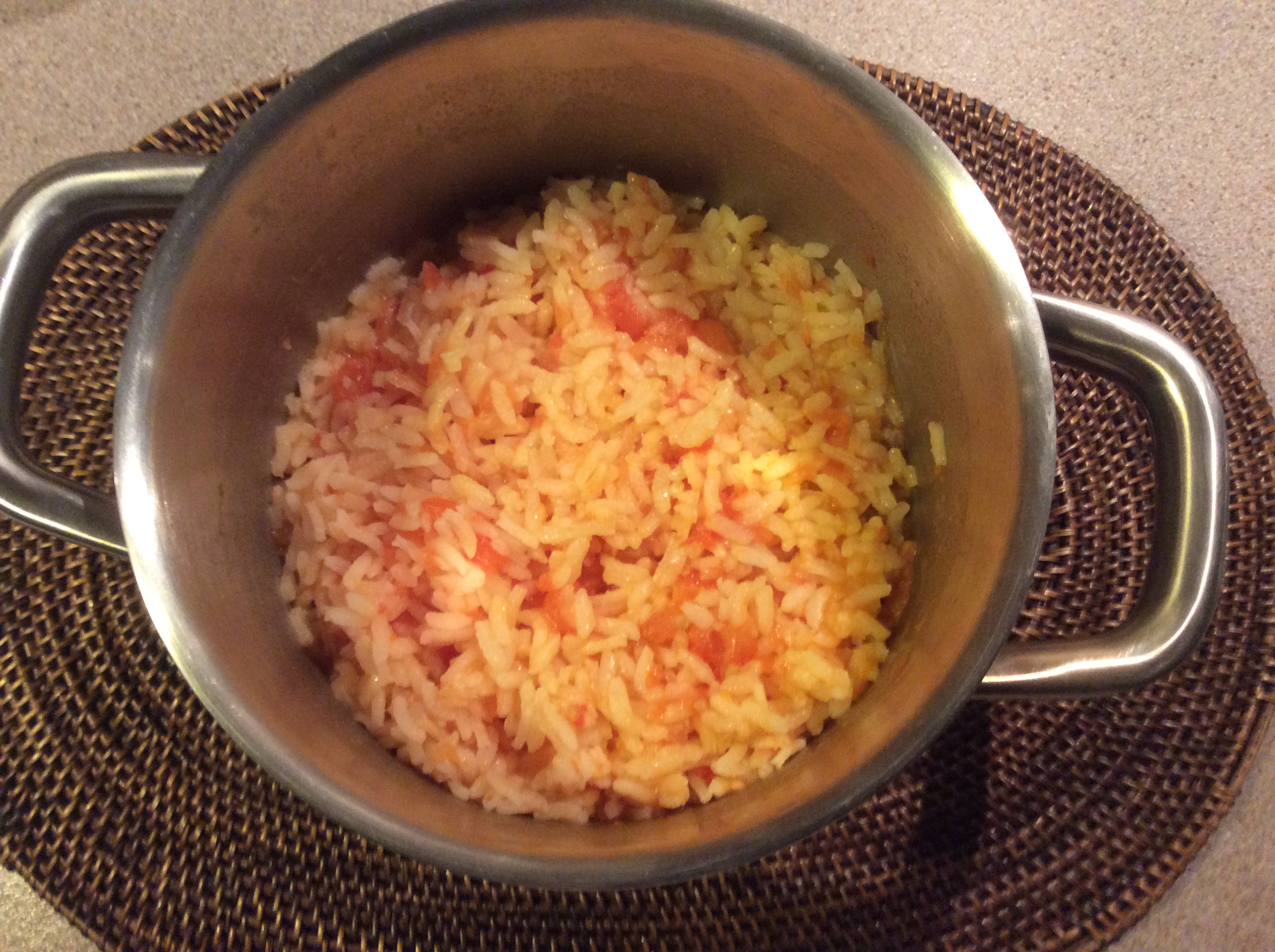
Типичный турецкий рисовый пилав с помидорами

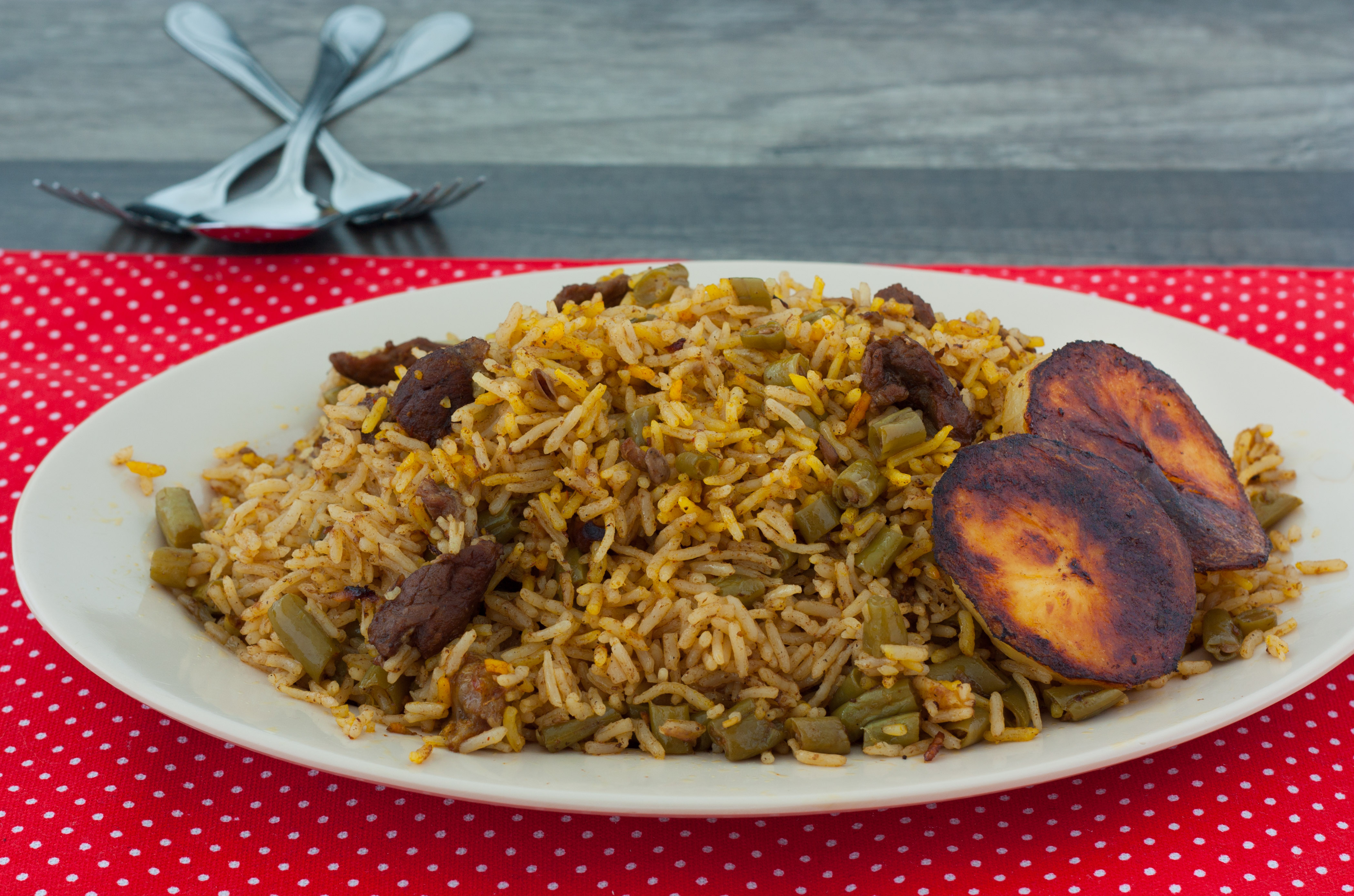
Лубия поло, «рис с зелёной фасолью» в Иране

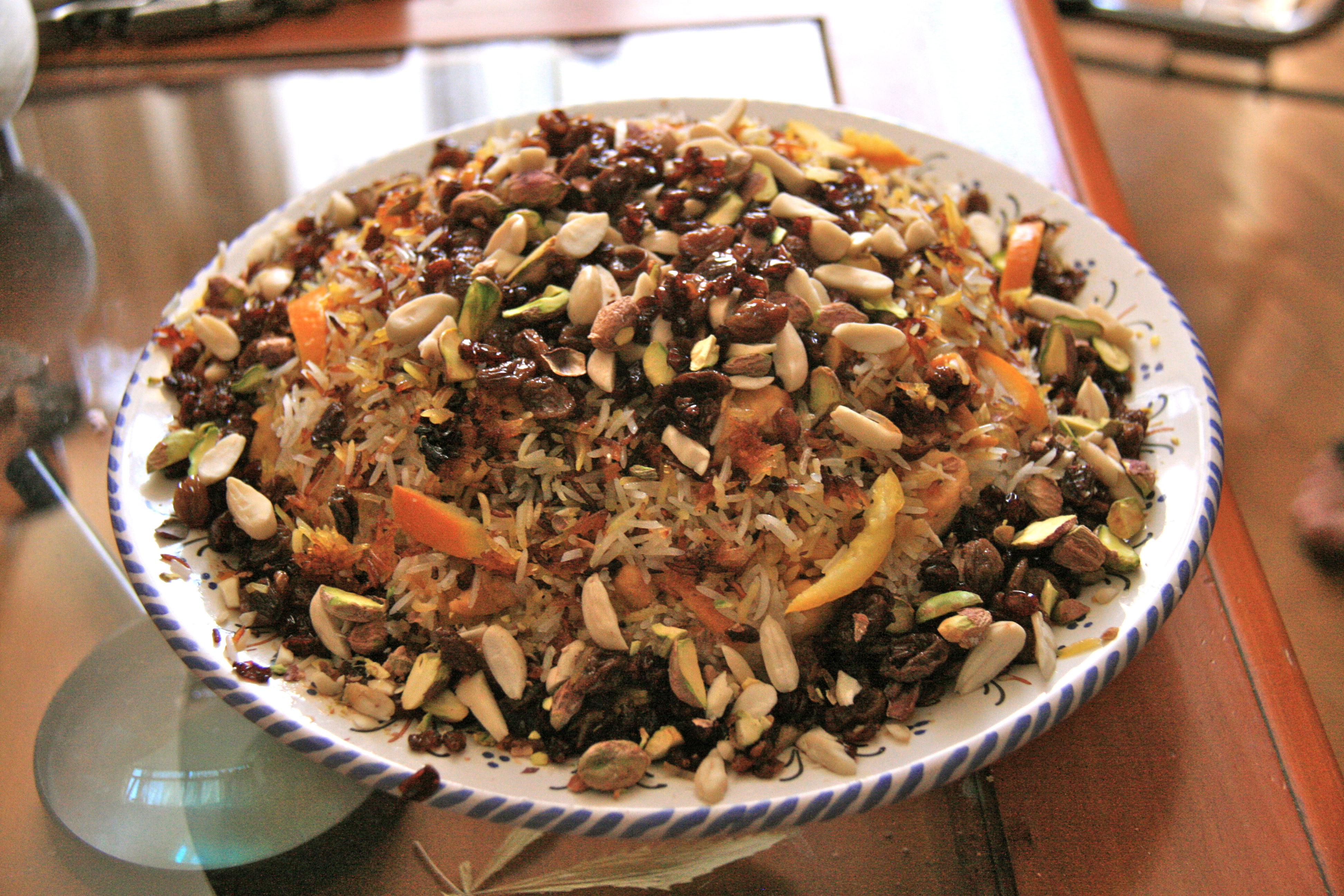
Плов в персидском стиле

Плов является главным национальным блюдом народов Средней Азии (узбеков, таджиков, туркмен, афганцев), а также персов и азербайджанцев. В 2016 году узбекский и таджикский плов были признаны организацией ЮНЕСКО объектами нематериального культурного наследия.
Важные события (свадьба, рождение ребёнка, поминки) в жизни этих народов редко обходятся без плова. В повседневной жизни семейный плов готовят женщины; плов для большого количества людей готовят мужчины или приглашаемые мастера по приготовлению плова.

### Азербайджанский плов
Насчитывается до 30 общеизвестных рецептов азербайджанского плова (в основном это откидные пловы). Сорта риса, которые использовали или используют в Азербайджане для откидного плова: садри, ханский (иранские сорта), амбарби, аккылчики и др. Для неоткидного плова: акула и чиляли.
После приготовления откидного риса к нему добавляют жидкое (распущенное) топлёное масло и настой шафрана. Отдельно к плову может быть приготовлен гарнир (по-азербайджански — гара) из мяса, рыбы, овощей, фруктов, яиц или молока. Плов и гарнир подают раздельно, либо на одной тарелке не перемешивая. Вместо гарнира может быть приготовлена подливка. Казмаг также употребляют вместе с пловом. К плову добавляют стебли пряной зелени (базилик, эстрагон, зелёный лук, чеснок, кресс-салат, мята, кинза). Запивают кисловатым шербетом.
В отличие от среднеазиатского азербайджанский плов подают не горячим, а тёплым до такой минимальной степени, чтобы топлёное масло не застывало.
Хан-плов (шах-плов) выделяется среди всех пловов тем, что рис после откидывания (с гарниром или отдельно от него) помещают в оболочку из казмага и запекают. Получается подобие пирога с начинкой из плова.

### Киргизский плов

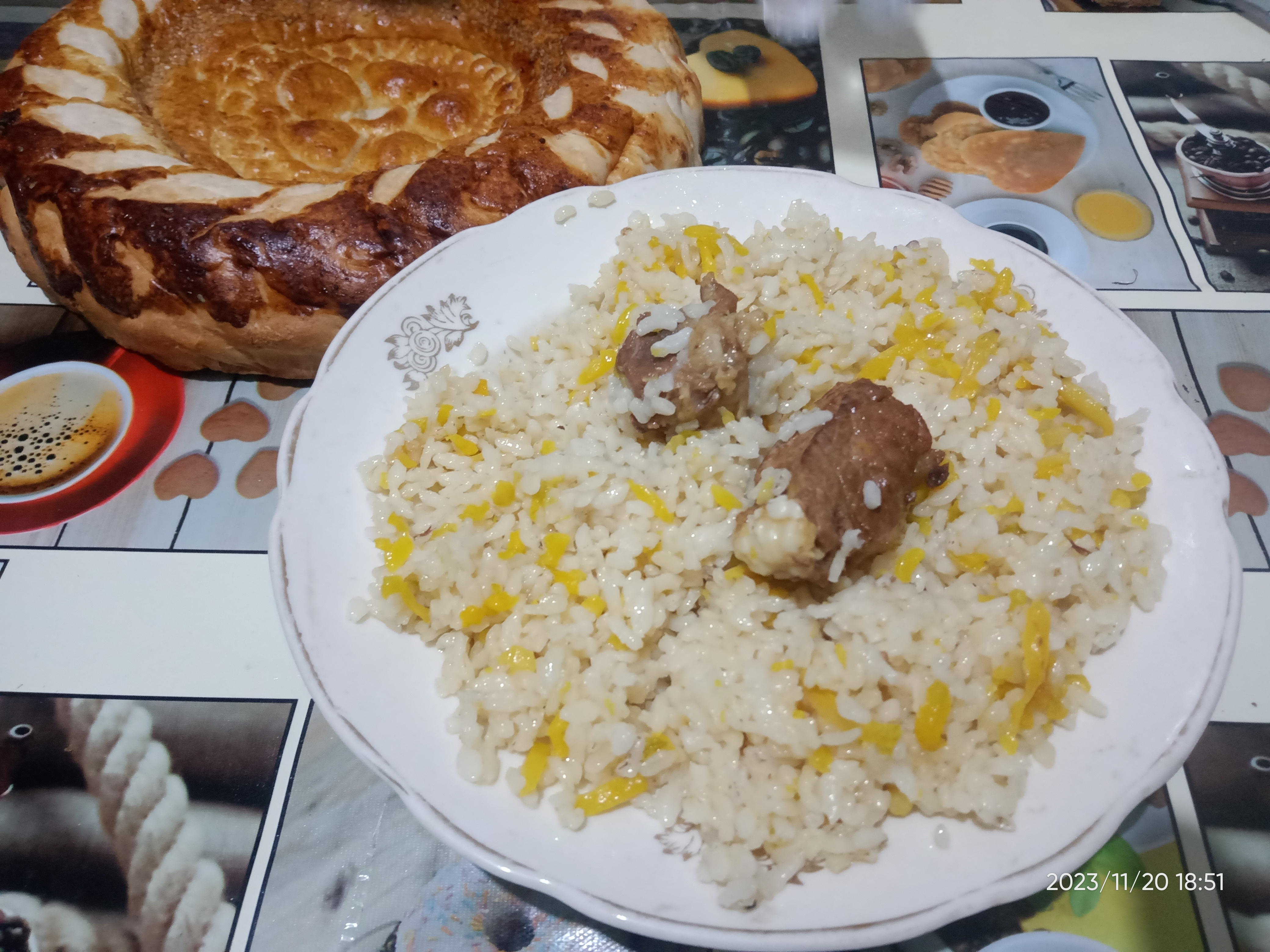
Плов с хлебом патыр-нан

Традиции приготовления плова (кирг. палоо, аш, демдеме күрүч — дословно «плов», «еда», «тушеный рис») в Киргизии особенно сильны в долинных районах южных областей. Рис используется местный, в первую очередь это красные узгенские сорта дёозире (кирг. дөө-зире, узб. дев-зира — дословно "зира-дэв) считающиеся самыми лучшими для приготовления среднеазиатского плова, а также араванские и баткенские «чоң-гара», «лазер» и др. Морковь, как правило, используется жёлтая. Также в плов часто добавляются цельные головки чеснока. В качестве специй применяется зира, иногда также добавляется барбарис.

### Таджикский плов
Из особенностей можно отметить частое использование таких дополнительных компонентов как нут, айва и чеснок. В Таджикистане нередко приготовление плова из мелкой пшеничной лапши, называемой угро. Плов душанбинский готовят с яйцами в оболочке из мясного фарша, ходжентский — с фаршированными виноградными листьями. Почти все виды пловов закусывают салатом из горного ревеня (ривоча).

### Туркменский плов
Здесь стоит выделить плов из риса восковой спелости с дичью (фазанами). Также особенны два плова прикаспийских туркмен: огурджалинский и рыбный. В первом плове мясо из котла вынимают после его обжаривания с луком и морковью, отдельно отваривают и позже выкладывают на рис за 3—5 минут до готовности блюда. Во втором рыбу полностью готовят отдельно от рисовой и овощной части. В обоих пловах для варки риса добавляется бульон, полученный от приготовления мяса или рыбы.
Морковь в плове частично или полностью заменяют урюком. К плову подают соус из аль-бухары — кислой сливы типа мирабель или ткемали.

### Узбекский плов

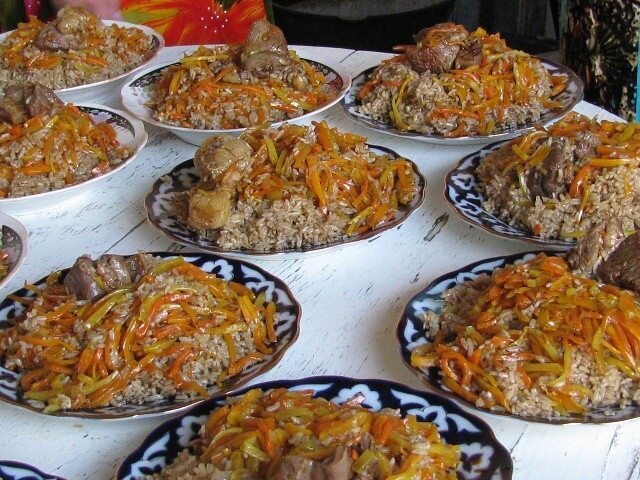
Самаркандский плов

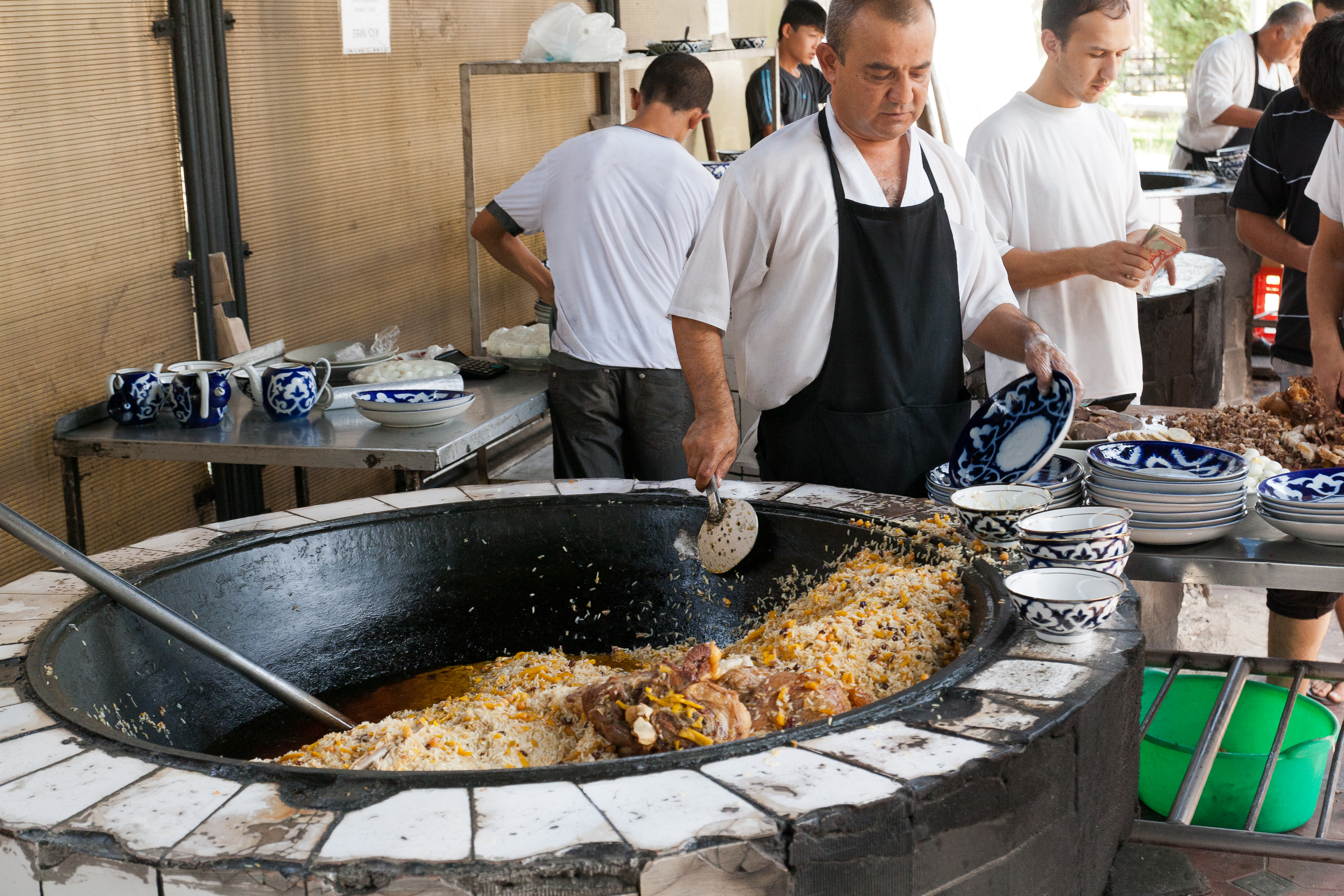
Приготовление плова в Ташкенте

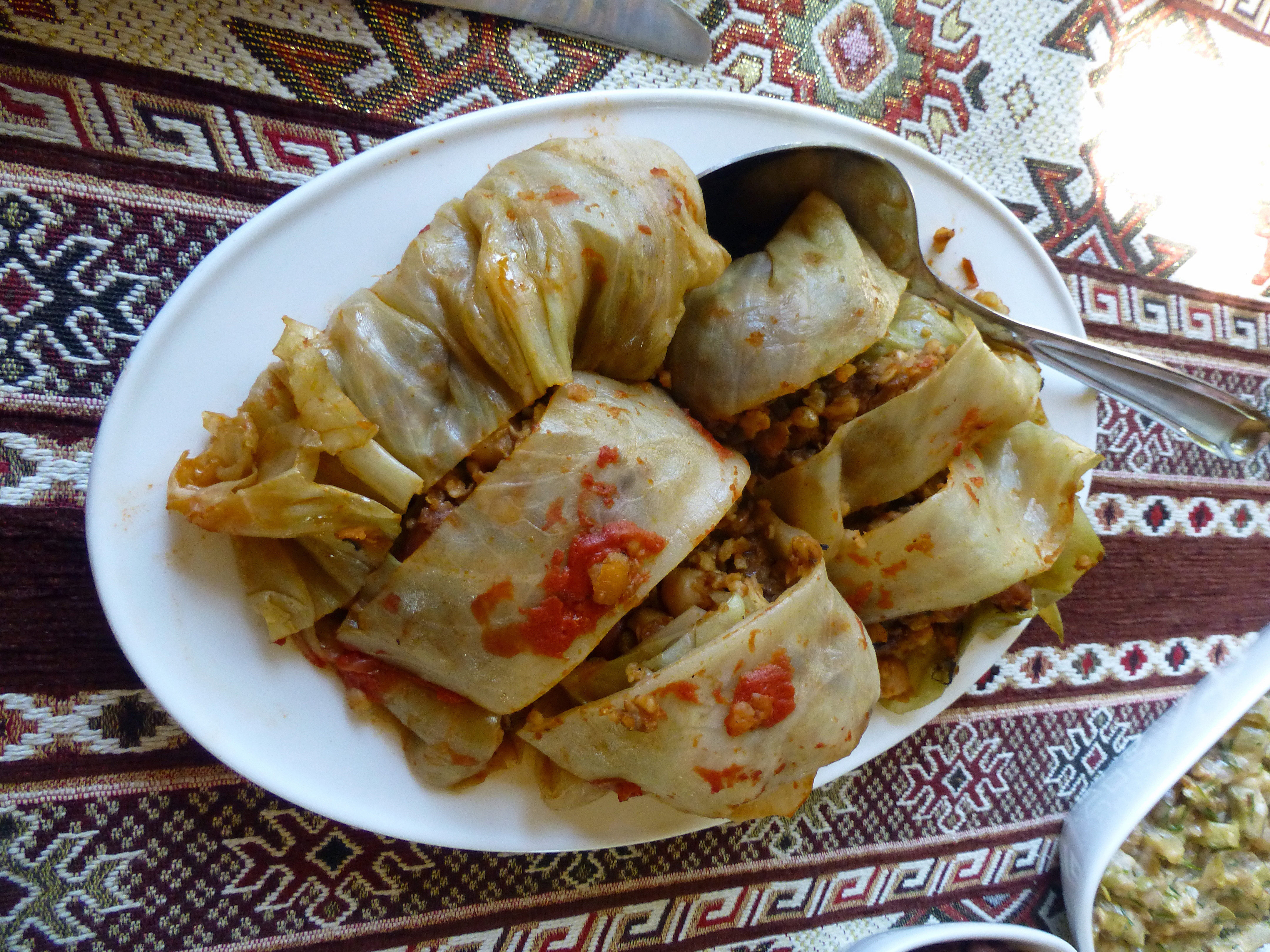
Армянские голубцы с начинкой из нута и булгур пилафа

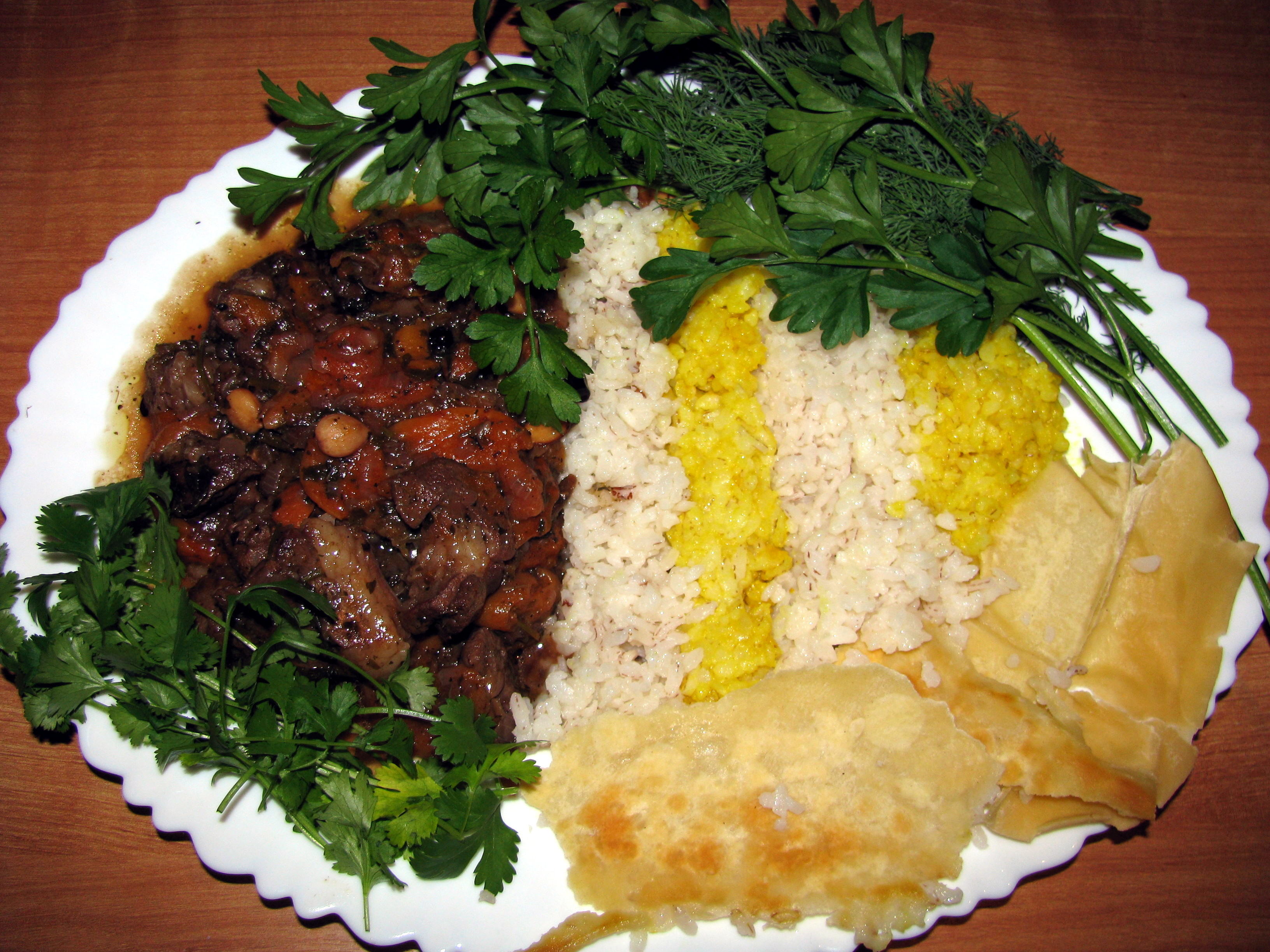
Подкрашенный куркумой плов с гарниром из баранины, кураги, слив и ядер абрикосов. Добавлены казмаг и зелень

В узбекском и других среднеазиатских пловах рис и дополнительные продукты готовят вместе в одном казане. Есть и исключения: в бухарском плове оши-софи и хорезмском сузма палов рис варят откидным способом (в Бухаре этот способ называют «кабульским»).
Разновидности узбекского плова: ферганский, самаркандский, хорезмский, бухарский, ташкентский, кашкадарьинский. Сорта риса для плова: девзира, лазурный (разговорный «лазер»), аланга, авангард и др. Рис может частично заменяться нутом, машем или полностью заменяться пшеницей, сушёной лапшой.
Приготовление плова состоит из четырёх основных этапов: перекаливания растительного масла или курдючного вытопленного жира (или их комбинации); обжаривания лука, мяса (как правило баранины), моркови; приготовления зирвака и закладки риса. В качестве пряностей используется зира, чеснок, стручковый красный перец, чёрный перец горошком, барбарис и др.
Плов выкладывают из казана на общее (для 2, 4, 6 и более персон) плоское блюдо. К нему подают овощной салат (например, из помидоров и лука, называемый шакароб или аччик-чучук), виноградный соус гураоб или маринованный лук пиёз-ансур. После плова подают чай.
В разговорной речи узбеков неправильно сваренный, со слипшимися крупинками риса плов иногда сравнивают с шавлей, густой рисовой кашей с мясом и морковью.
См. также: Бахш — плов бухарских евреев.

## Галерея

Примеры рисового пилафа из Азербайджана
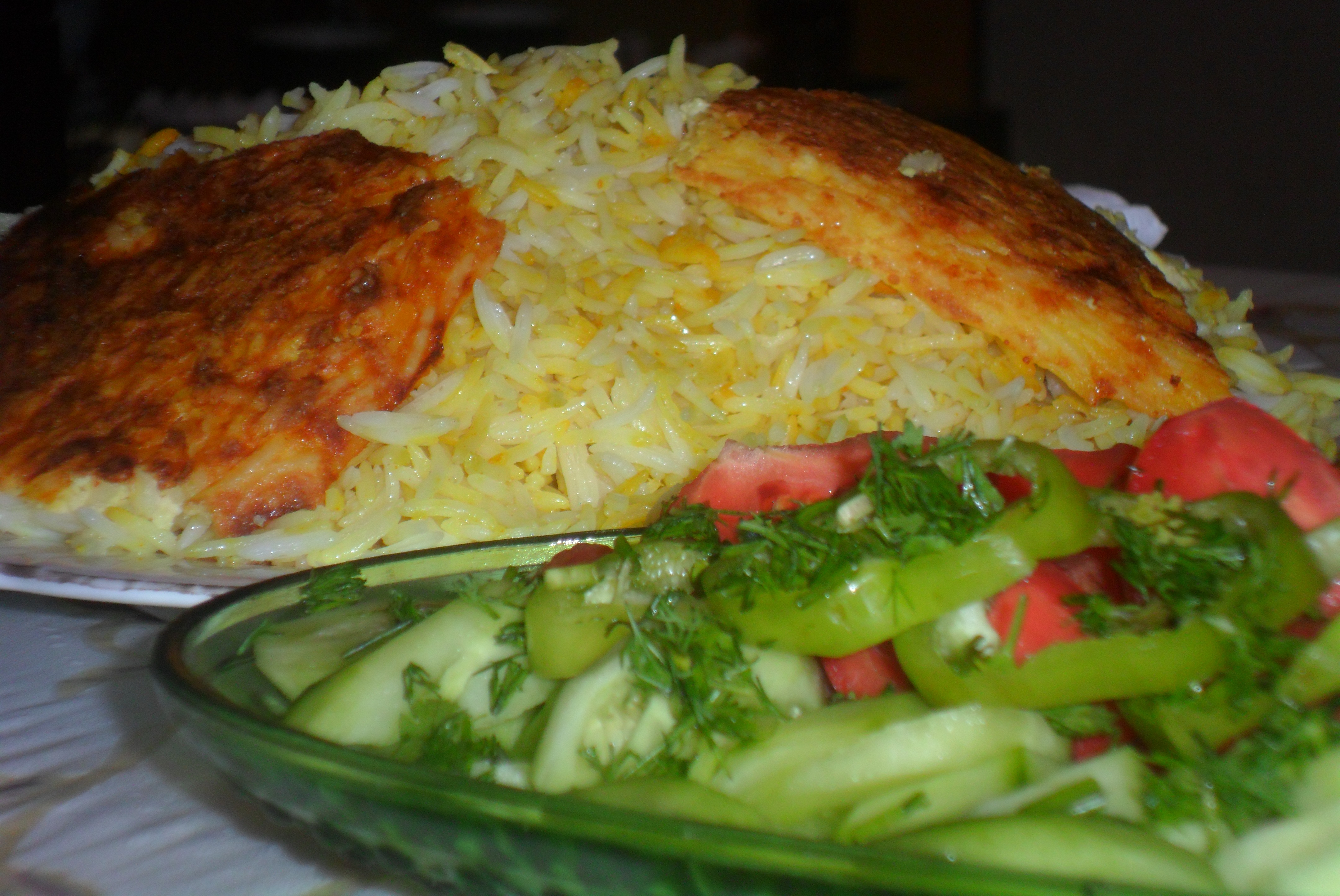
Азербайджанский плов с газмаг (похож на персидский тахдиг[англ.]), подаётся с чобан салад[англ.]
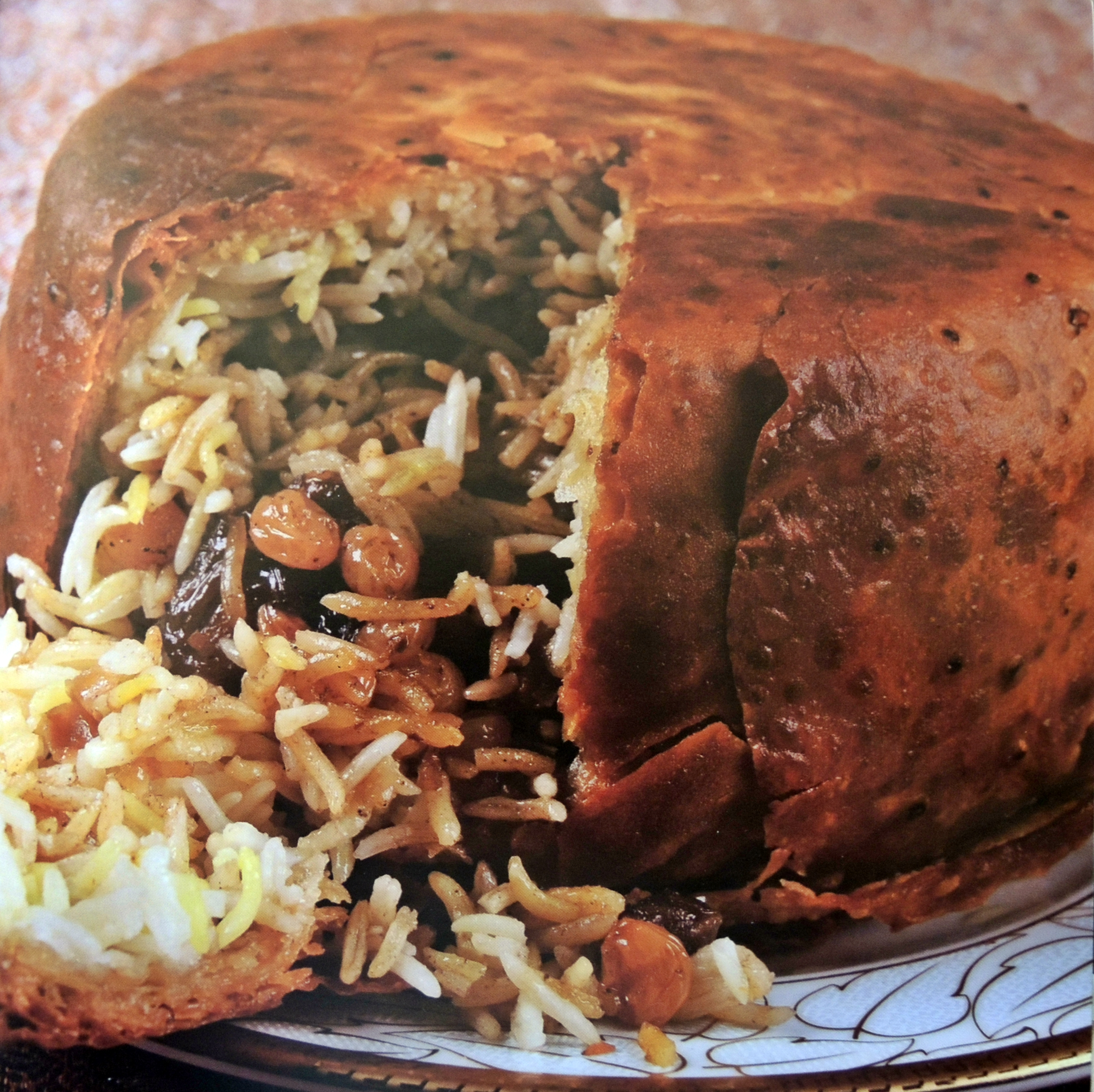
Азербайджанский шах-пилаф

Примеры рисового пилафа (плова) из Центральной Азии
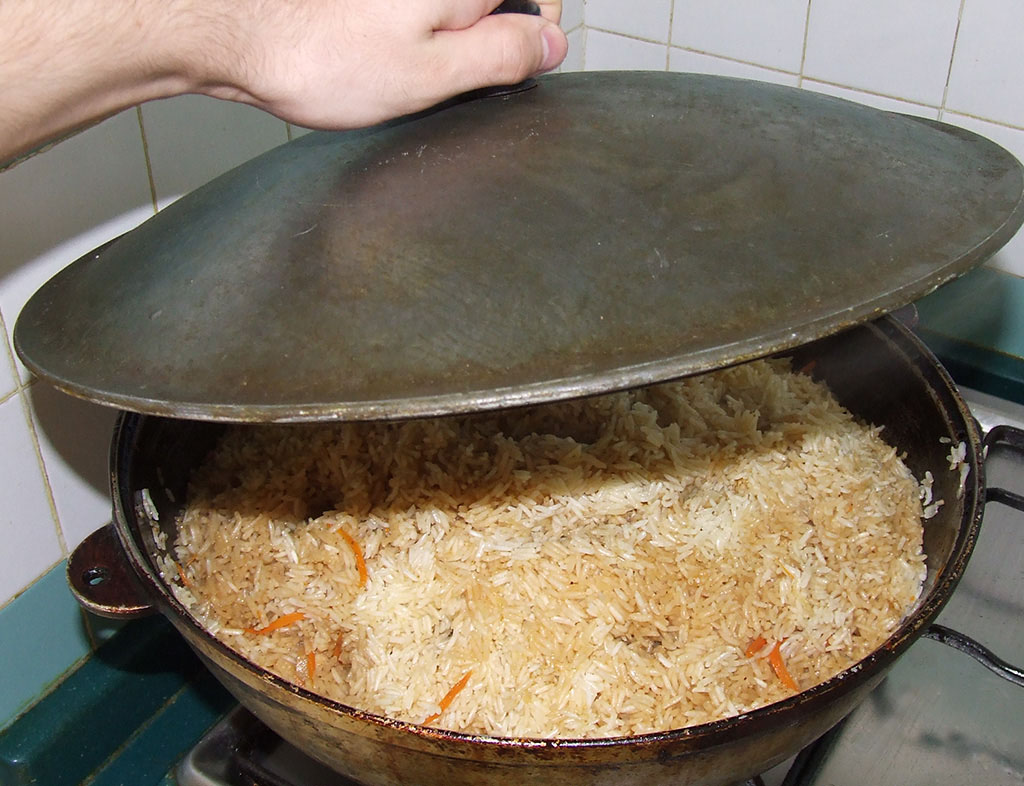
Узбекский плов готовят в казане в ташкентском доме
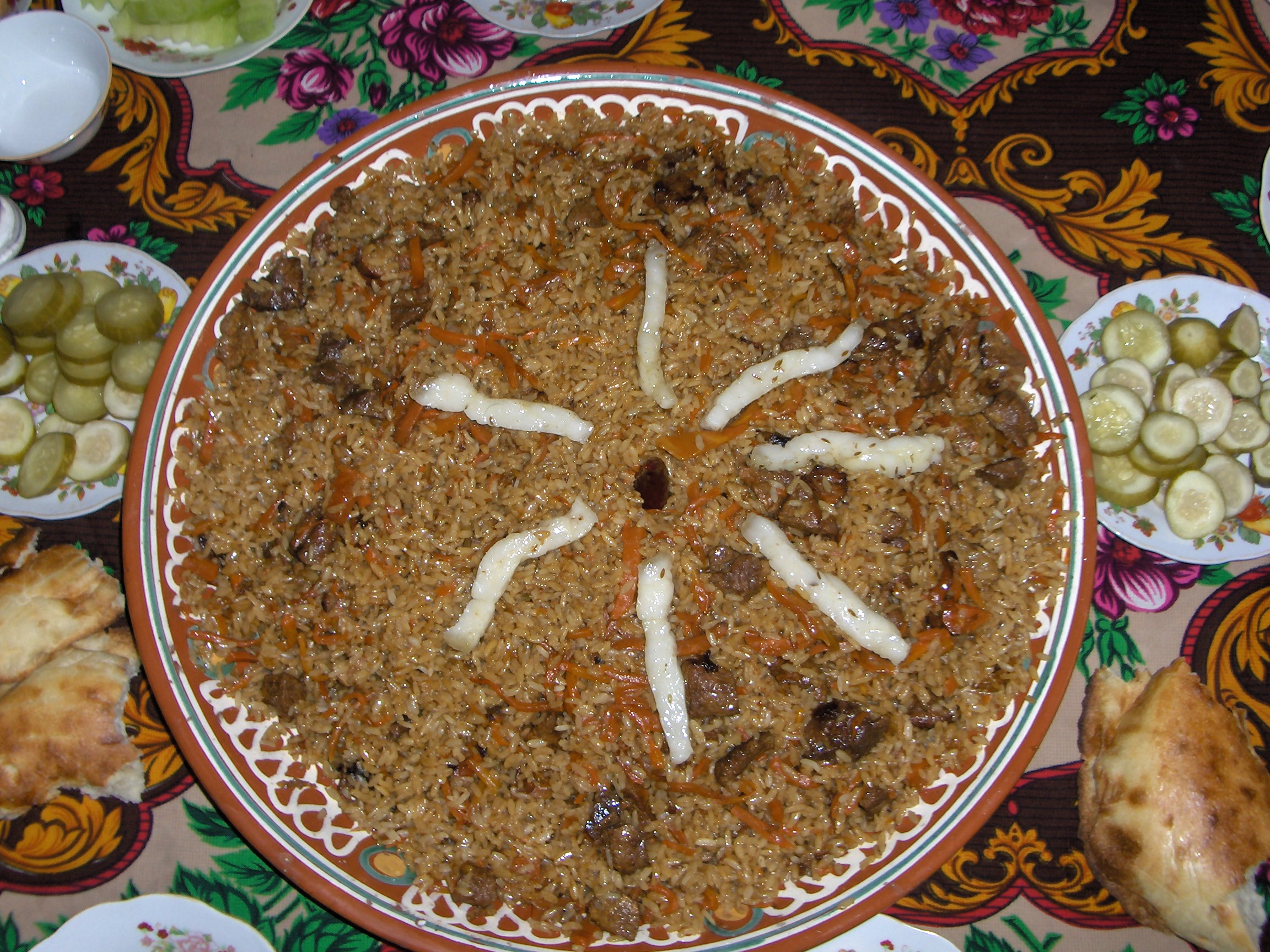
Ош-плов[англ.], основное блюдо в узбекской, таджикской и бухарско-еврейской[англ.] кухнях
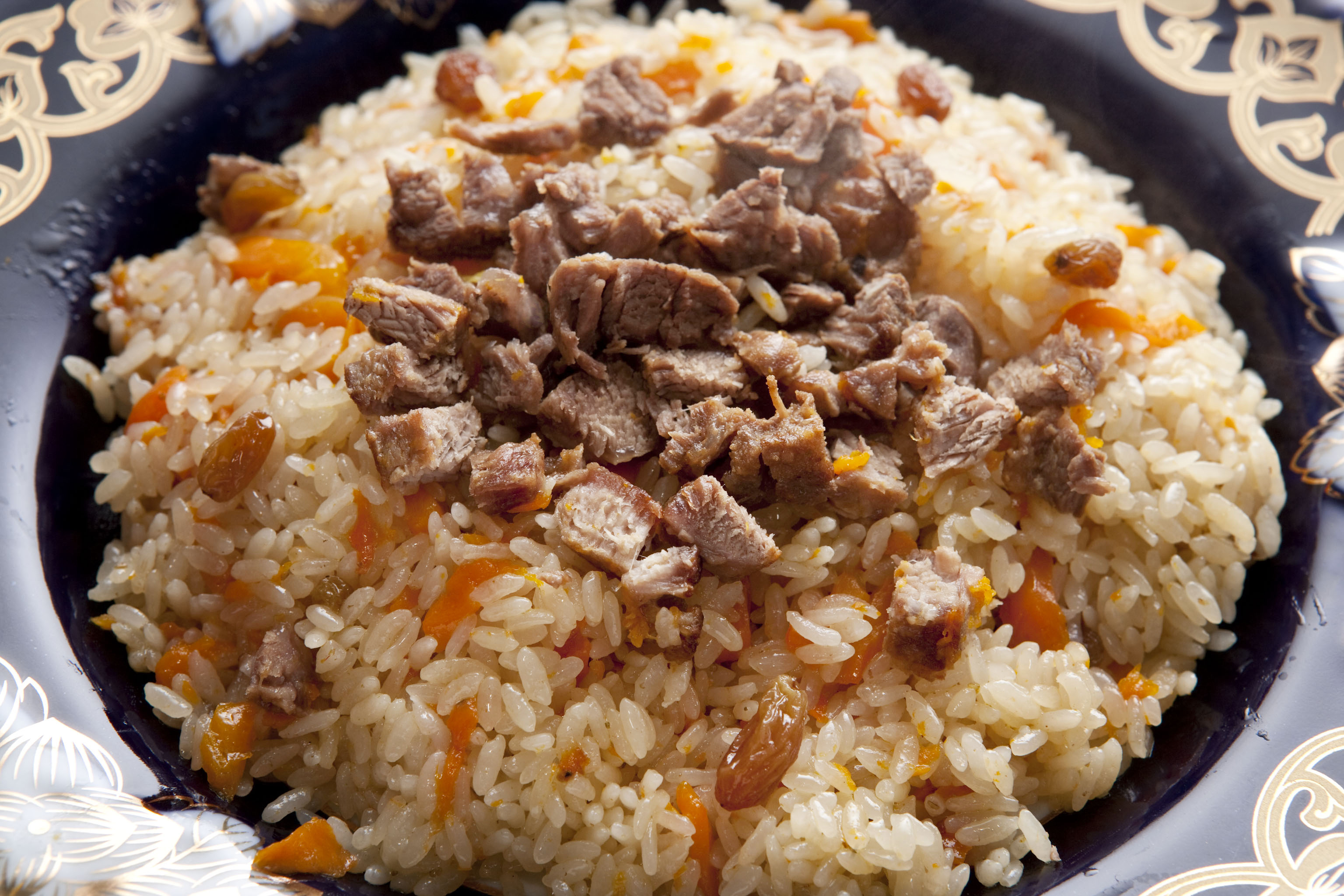
Уйгурский полу
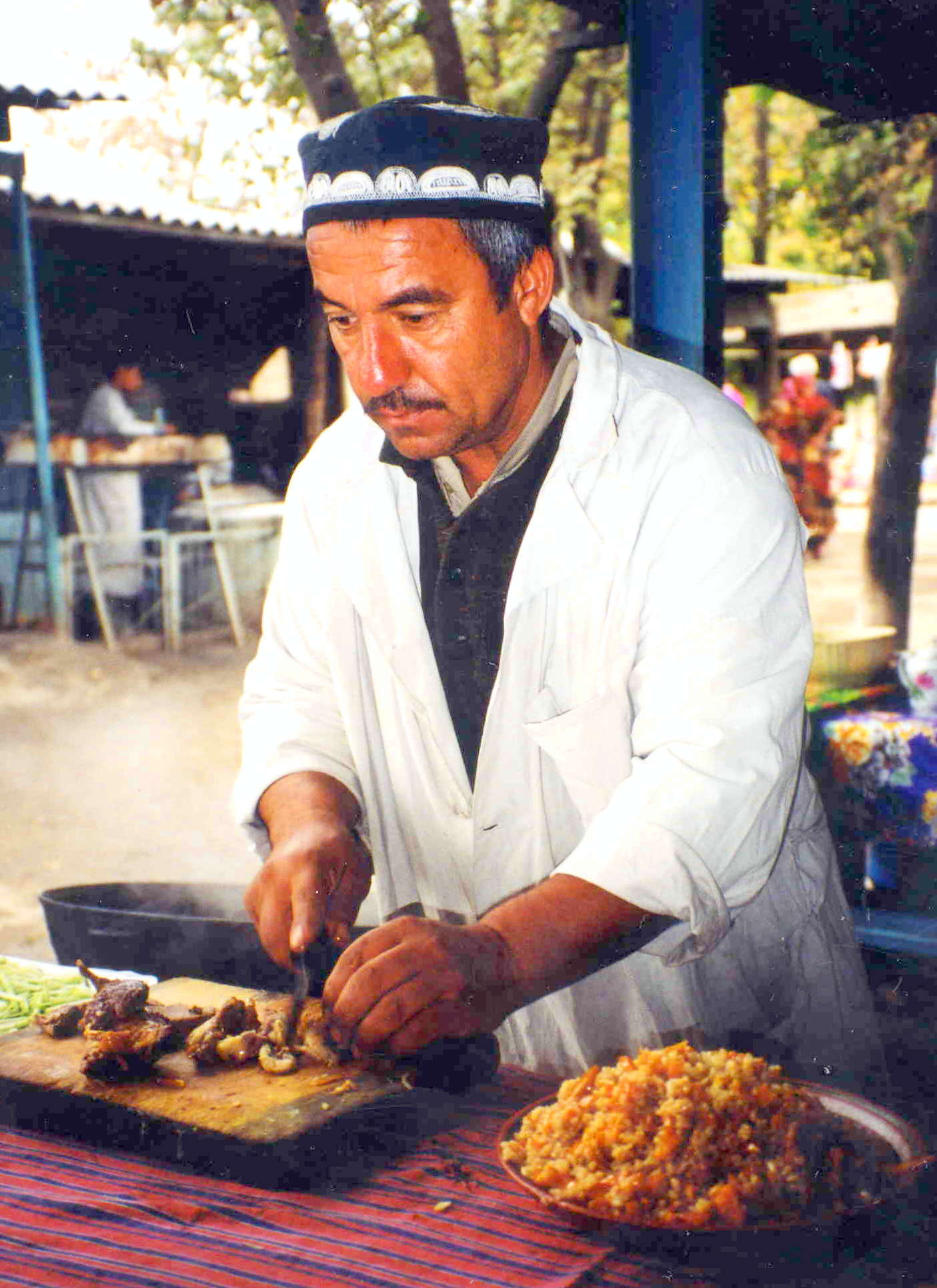
Таджикский ошпаз
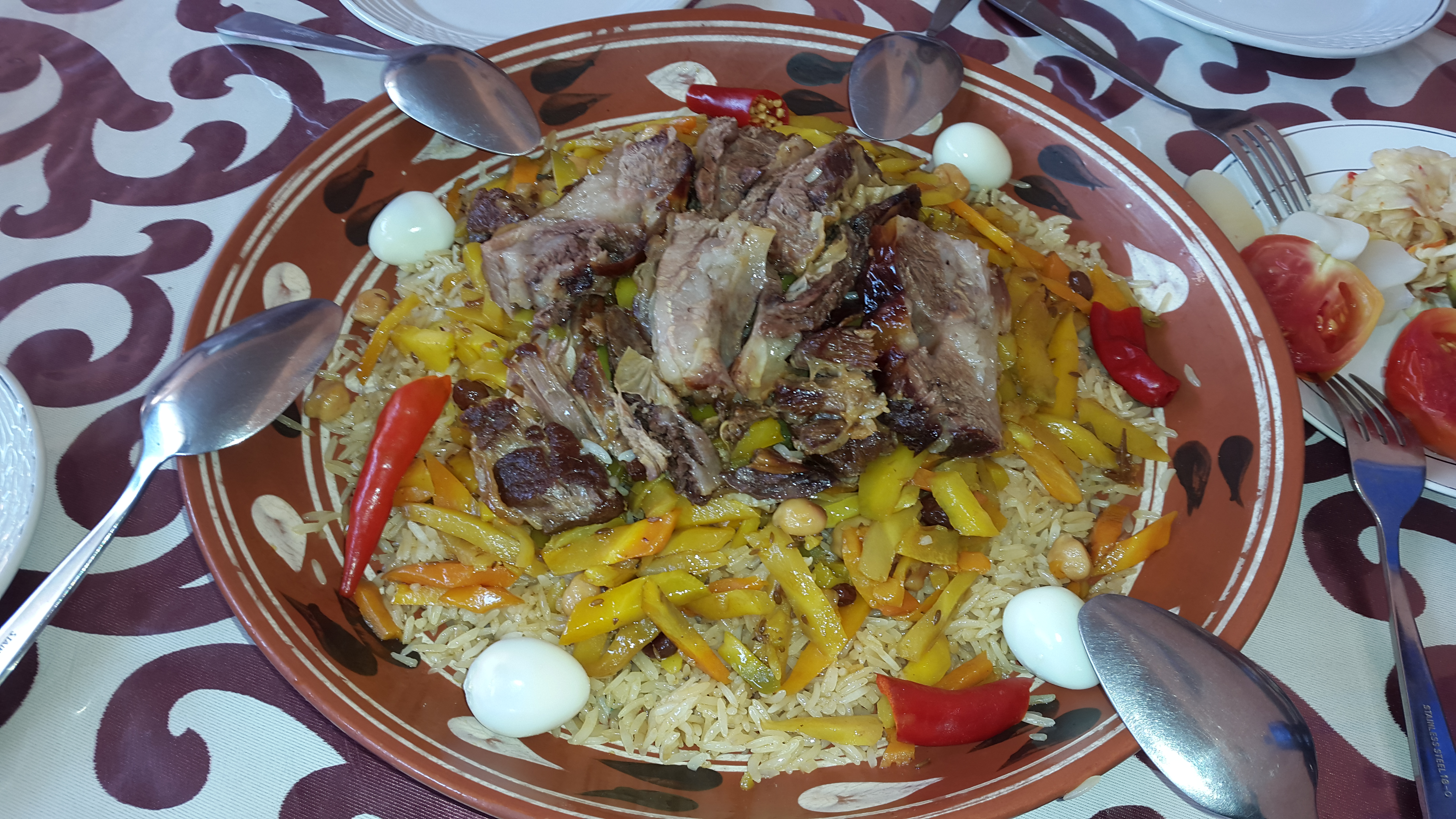
Самаркандский плов, приготовленный с льняным маслом (зигир-ош)

Примеры рисового пилафа из Индии
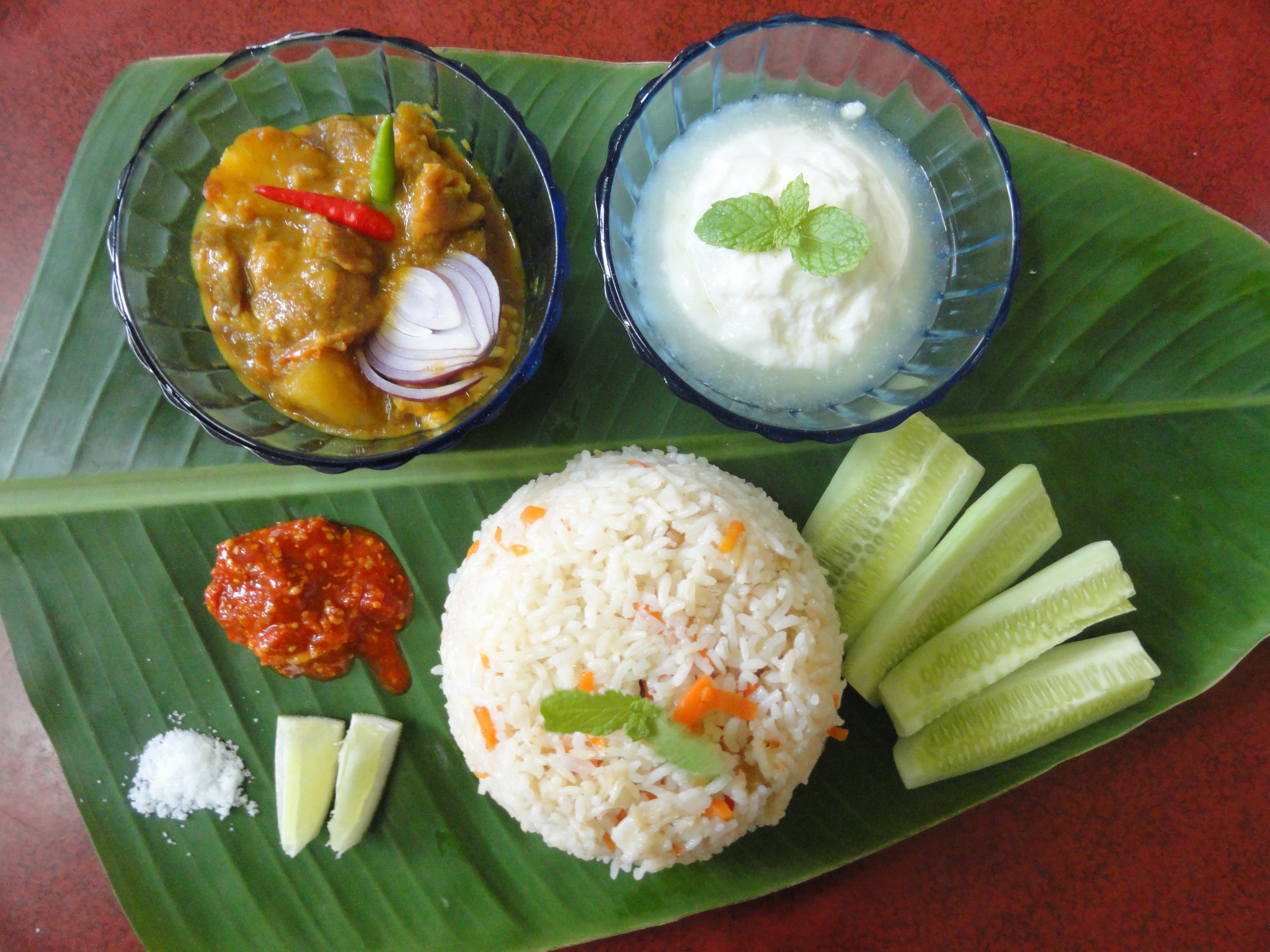
Пулао Мангшо, с приправами и йогуртом, Западная Бенгалия
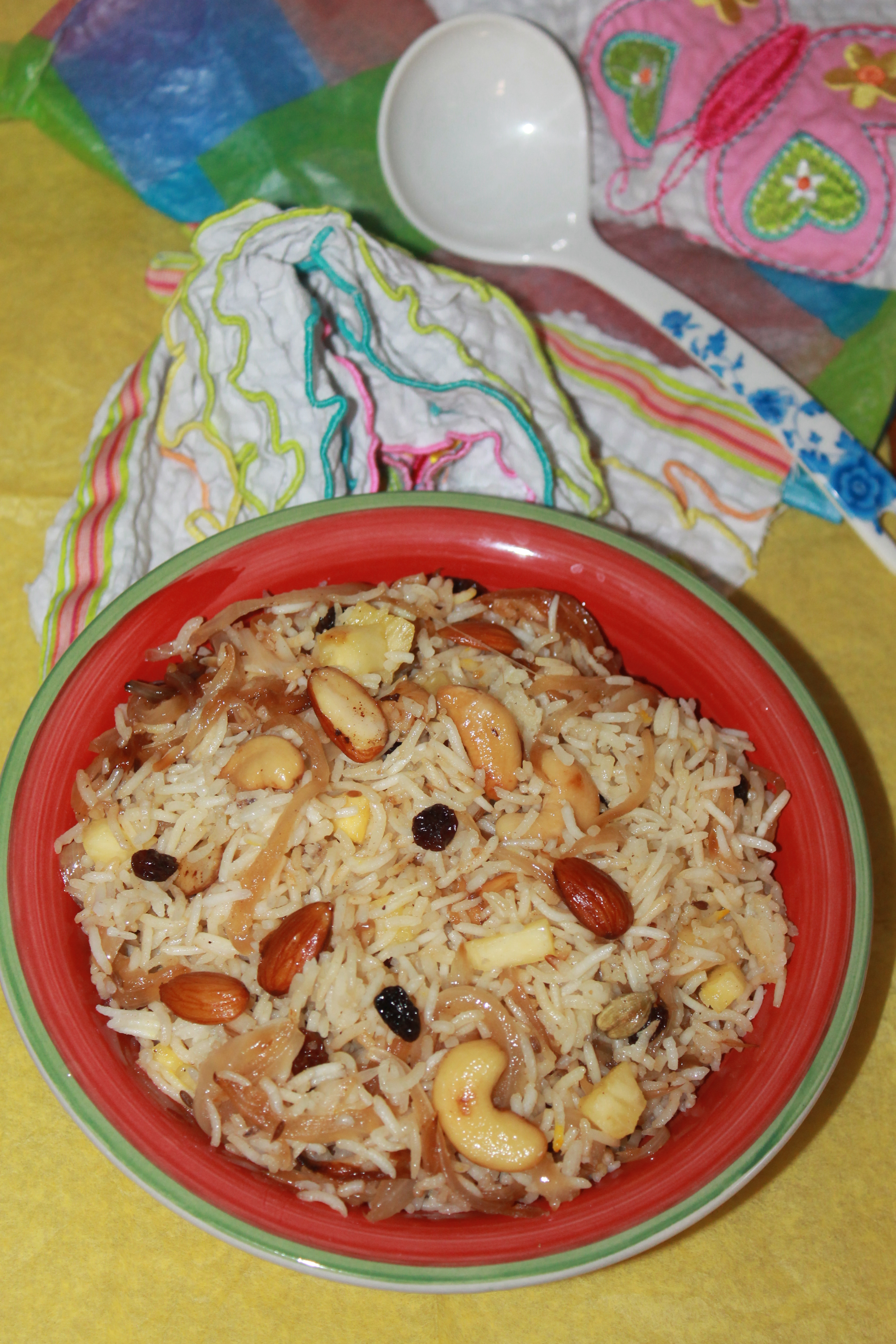
Кашмирский пулао с орехами и фруктами
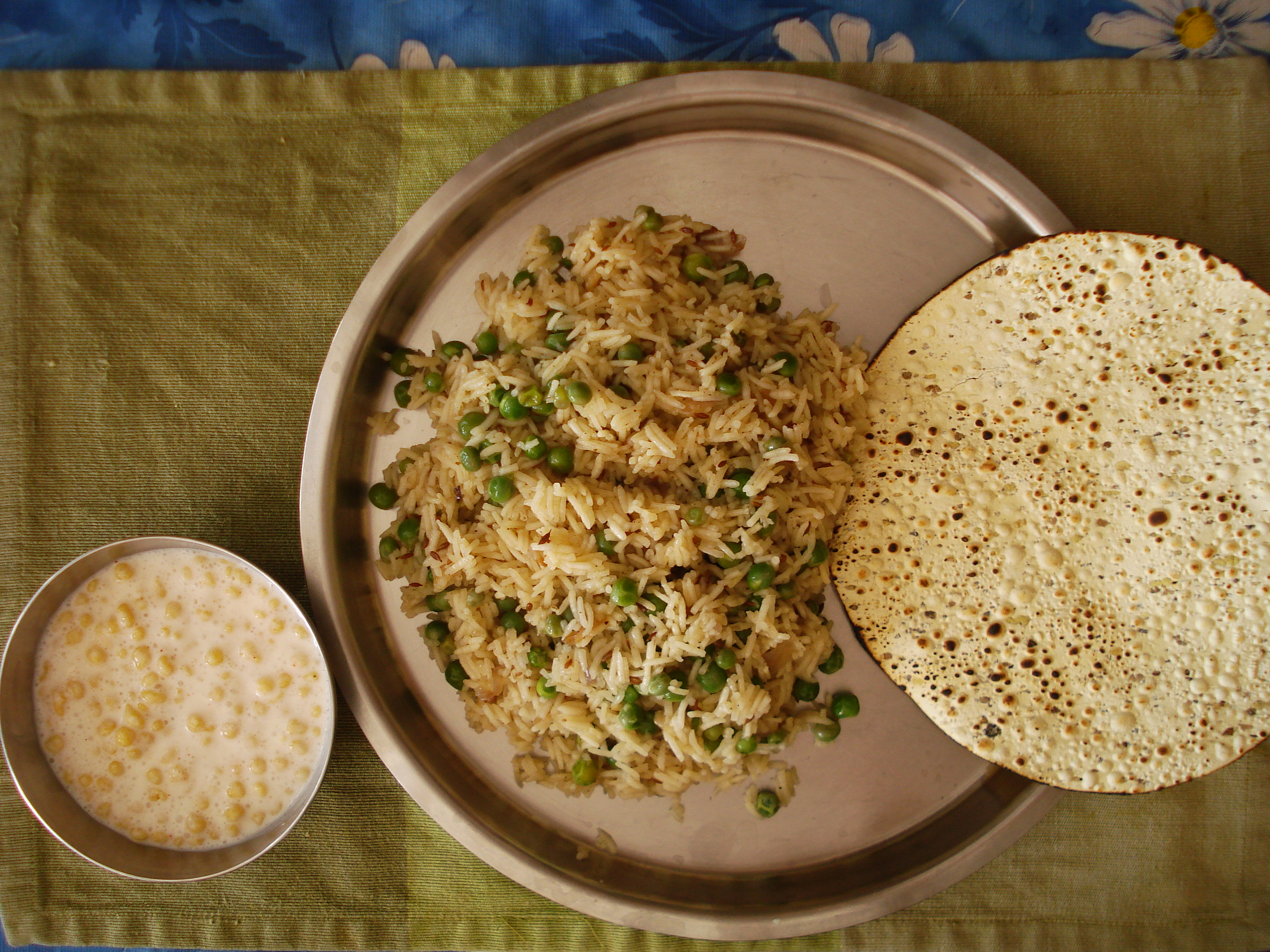
Матар пулао с горохом подаётся с бунди[англ.]-раита и пападамом
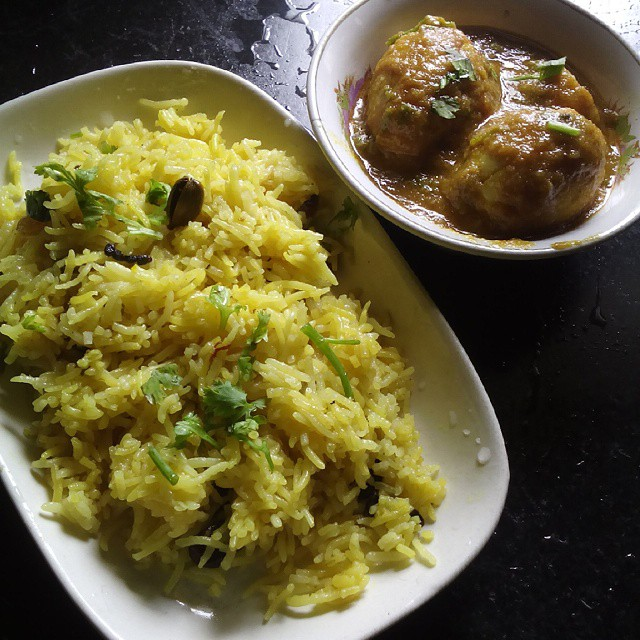
Шафран пулао подаётся вместе с яйцами в соусе